# Вулиця Іванни Блажкевич (Тернопіль)
Вулиця Іванни Блажкевич — вулиця у житловому масиві «Дружба» міста Тернополя.

## Відомості
Розпочинається від вулиці Максима Кривоноса, пролягає до вулиці Лучаковського, де і закінчується. Довжина вулиці — близько 620 м. Вулиця забудована колишніми гуртожитками.

## Найменування
Вулицю було створено у часи радянського панування, її було названо іменем відомого російського педагога, НКВДиста та українофоба Антона Макаренка. Її оминула хвиля антикомуністичних  перейменувань початку 1990х.
12 січня 2017 року було зареєстровано петицію із пропозицією перейменувати вулицю іменем Віктора Стефановича — добровольця, загиблого на війні з Росією, що проживав на ній. 5 лютого петиція набрала необхідну для розгляду кількість голосів. 16 лютого, у відповідь на петицію, заступниця мера Тернополя Вікторія Остапчук відмовилась перейменовувати вулицю, мотивуючи це «значним об’ємом зміни документів».
11 липня 2022 року, після повномасштабного втргення Росії, рішенням міськради Тернополя вулицю Макаренка було перейменовано на вулицю Іванни Блажкевич.

## Освіта
- Школа-ліцей №9 імені Іванни Блажкевич (вулиця Іванни Блажкевич, 1а)
- Дитячий садок №37 (вулиця Іванни Блажкевич, 1)

## Транспорт
Громадський транспорт по вулиці не курсує, найближчі зупинки знаходяться на вулицях Лучаковського та Кривоноса.